# Viktor Larsson (1869–1950)
Viktor Larsson, född 18 juni 1869 i Kolbäcks församling, död 27 september 1950 i Stockholm, var en svensk politiker (socialdemokrat), riksdagsledamot 1903–1941, andra kammarens talman 1922–1923 och 1927 samt kommunikationsminister 1924–1926.

## Biografi
Viktor Larsson var son till Johannes Larsson (1827–1888) och Johanna, född Persdotter (1832–1901). Johannes Larsson kom som 17-åring till Kolbäck och började arbeta med ombyggnaden av Strömsholms kanal. Han lärde sig då även skriva och på 1890-talet blev han linjeförman och ledde allt underhållsarbete. Han var politiskt intresserad men inte politiskt engagerad.
Sonen Viktor Larsson föddes i en liten röd stuga vid Norlings sluss, på Skantzen i Hallstahammar. Han var det sjunde av tio barn, men vid hans födelse var bara tre i livet. Han började småskolan 1876 vid Skantzen hundra meter från hemmet och några år senare fortsatte han vid Näslunds folkskola. 1882 började han arbeta vid Sörkvarns limfabrik i Kolbäck, där han skötte maskinen till limkokeriet. År 1885 blev han medlem vid godtemplarelogen Segerns krona i Näs. Efter några år, 1887, flyttade han till Eskilstuna och blev där verkstadsarbetare.
Viktor Larsson flyttade år 1892 till Fleminggatan 48 på Kungsholmen i Stockholm och senare samma år till Fleminggatan 36. I Stockholm arbetade han som verktygsarbetare vid Viklunds verkstäder. Han flyttade sedan till Västerås år 1894, och började då arbeta som verktygsarbetare på elbolaget ASEA:s verkstäder. Han gifte sig 1895 i Klara kyrka i Stockholm med Alma Grönqvist, f. 1869 i Vimmerby, dotter till mjölnaren Anders Grönqvist och Gunilla Bernhardina, född Ringblom. Hon och dottern Alma Viktoria (1894–1971) flyttade till honom i Västerås i samband med giftermålet. Den första bostaden för familjen låg på Föreningsgatan 7 i Västerås och bestod av ett rum och kök. Här bodde man kvar till 1928 då makarna flyttade till Dalagatan i Stockholm. Hustrun avled år 1931 och Viktor Larsson gifte om sig år 1932 med Gerda Johanna Björling (1871–1948).
År 1895 bildades Svenska metallindustriarbetareförbundets avdelning 20 och Viktor Larsson blev dess första ordförande, vilket han var till 1903. Han blev även den första ordföranden när Folkets hus i Västerås bildades år 1898 samt ledamot i ABF:s styrelse i Västerås samma år.
År 1899 blev han invald i Västerås stadsfullmäktige som första socialdemokrat, och kom senare att sitta i stadens presidium. 1902 valdes Larsson till ledamot av andra kammaren, jämte Fredrik Vilhelm Thorsson och Nils Persson de första socialdemokraterna där efter Hjalmar Branting. I riksdagen tillhörde han Konstitutionsutskottet, under flera år som dess ordförande. 1922-23 fungerade han som andra kammarens talman. 1920 valdes han till riksgäldsfullmäktig och ingick 1924 i Hjalmar Brantings 3:e regering som statsråd och chef för kommunikationsdepartementet och kvarstod som sådan till Rickard Sandlers regering avgick i juni 1926. 1927 valdes Larsson till fullmäktig och andre deputerad i Riksbanken. Efter flytten till Stockholm överflyttades Larsson till första kammaren. Han var även bland annat Landstingsman i Västmanlands län och medlem av ett flertal kommittéer, bland annat försvarsrevisionen 1919.
Larsson skrev 10 egna motioner, bland annat om lärar- och skolfrågor, skatteutjämning mellan landskommuner och om Åkarpslagen.
Viktor Larssons plats ligger framför Växhuset, före detta Tekniska Gymnasiet, i korsningen Kopparbergsvägen-Östermalmsgatan-Utanbygatan i Västerås.
Viktor Larsson är begravd på Norra begravningsplatsen utanför Stockholm.

## Arbetsplatser
Viktor Larsson började sin yrkesbana vid limfabriken i Sörkvarn år 1882. Fem år senare, 1887, arbetade han inom järnindustrin i Eskilstuna. År 1892 tog han anställning vid Viklunds verkstäder i Stockholm, där han arbetade fram till 1894. Samma år blev han verkstadsarbetare vid ASEA i Västerås.
Mellan 1895 och 1903 var han ordförande i styrelsen för Svenska Järn- och metallarbetareförbundets avdelning 20 i Västerås. Han var även ordförande för Folkets hus i Västerås mellan 1899 och 1903. Larsson var ledamot av Västerås stadsfullmäktige under två perioder, först mellan 1899 och 1906, och därefter mellan 1911 och 1924, med uppdraget som vice ordförande 1916–1924.
Han var platsredaktör för tidningen Folket i Eskilstuna från 1906 till 1909. Hans politiska bana inleddes i Andra kammaren där han representerade Västerås 1903–1911, därefter Västmanlands östra valkrets 1912–1921, och därefter hela Västmanland 1922–1932.
Parallellt med sitt riksdagsarbete var han från 1905 till 1932 ledamot av Sveriges socialdemokratiska arbetarepartis partistyrelse. Han var även aktiv i Västerås arbetareinstitutsförening.
År 1913 tillträdde han som VD för Nya bankens avdelningskontor i Västerås. Han engagerade sig även i utbildnings- och kommunalfrågor och var verksam i Tärna folkhögskolas ledning 1915–1928 samt i Svenska stadsförbundet 1918–1927.
Den 18 oktober 1924 blev Larsson statsråd och chef för kommunikationsdepartementet, ett uppdrag han innehade till den 7 juni 1926.
I Första kammaren representerade han Östergötland med Norrköping 1933–1939, och därefter Södermanland och Västmanland 1939–1941.